# Клюс (река)
Клюс  (укр. Клюс) — правый приток Снова, протекающий по Климовскому (Брянская область, Россия) и Семёновскому районах (Черниговская область, Украина).

## География
Длина — около 10 км.
Русло извилистое. Пойма занята лугами и заболоченными участками, частично лесами (доминирование сосны).
Берёт начало непосредственно южнее села Любечане (Климовский район). Река течёт на юго-восток. Участок у истока (около 1 км) протекает по Климовскому району, далее по Семёновскому району. У истока расположен пруд (южнее Любечане). Впадает в Снов южнее села Тимоновичи.
Нет крупных притоков.
Населённые пункты на реке (от истока к устью):
Семёновский район
1. Тимоновичи